# Hernicourt
Hernicourt és un municipi francès situat al departament del Pas de Calais i a la regió dels Alts de França. L'any 2007 tenia 451 habitants.

## Demografia

### Població
El 2007 la població de fet de Hernicourt era de 451 persones. Hi havia 162 famílies de les quals 24 eren unipersonals (4 homes vivint sols i 20 dones vivint soles), 57 parelles sense fills, 65 parelles amb fills i 16 famílies monoparentals amb fills.
La població ha evolucionat segons el següent gràfic:
Habitants censats

### Habitatges
El 2007 hi havia 194 habitatges, 162 eren l'habitatge principal de la família, 24 eren segones residències i 7 estaven desocupats. 182 eren cases i 1 era un apartament. Dels 162 habitatges principals, 135 estaven ocupats pels seus propietaris, 26 estaven llogats i ocupats pels llogaters i 1 estava cedit a títol gratuït; 3 tenien dues cambres, 15 en tenien tres, 45 en tenien quatre i 100 en tenien cinc o més. 154 habitatges disposaven pel capbaix d'una plaça de pàrquing. A 75 habitatges hi havia un automòbil i a 80 n'hi havia dos o més.

### Piràmide de població
La piràmide de població per edats i sexe el 2009 era:
| Homes | Edats   | Dones |
| ----- | ------- | ----- |
| 0     | 95 o +  | 0     |
| 0     | 90 a 94 | 0     |
| 0     | 85 a 89 | 8     |
| 0     | 80 a 84 | 0     |
| 8     | 75 a 79 | 12    |
| 8     | 70 a 74 | 4     |
| 8     | 65 a 69 | 8     |
| 0     | 60 a 64 | 16    |
| 20    | 55 a 59 | 16    |
| 24    | 50 a 54 | 16    |
| 16    | 45 a 49 | 12    |
| 4     | 40 a 44 | 4     |
| 12    | 35 a 39 | 12    |
| 20    | 30 a 34 | 16    |
| 16    | 25 a 29 | 16    |
| 4     | 20 a 24 | 8     |
| 16    | 15 a 19 | 20    |
| 20    | 10 a 14 | 8     |
| 4     | 5 a 9   | 16    |
| 8     | 0 a 4   | 16    |

## Economia
El 2007 la població en edat de treballar era de 298 persones, 202 eren actives i 96 eren inactives. De les 202 persones actives 188 estaven ocupades (108 homes i 80 dones) i 14 estaven aturades (6 homes i 8 dones). De les 96 persones inactives 32 estaven jubilades, 34 estaven estudiant i 30 estaven classificades com a «altres inactius».

### Ingressos
El 2009 a Hernicourt hi havia 178 unitats fiscals que integraven 499,5 persones, la mediana anual d'ingressos fiscals per persona era de 16.219 €.

### Activitats econòmiques
Dels 12 establiments que hi havia el 2007, 3 eren d'empreses de construcció, 4 d'empreses de comerç i reparació d'automòbils, 1 d'una empresa de transport, 1 d'una empresa d'hostatgeria i restauració, 1 d'una empresa d'informació i comunicació i 2 d'empreses de serveis.
Dels 3 establiments de servei als particulars que hi havia el 2009, 2 eren electricistes i 1 empresa de construcció.
L'únic establiment comercial que hi havia el 2009 era una floristeria.
L'any 2000 a Hernicourt hi havia 15 explotacions agrícoles que ocupaven un total de 561 hectàrees.

## Equipaments sanitaris i escolars
El 2009 hi havia una escola elemental integrada dins d'un grup escolar amb les comunes properes formant una escola dispersa.

## Poblacions més properes
El següent diagrama mostra les poblacions més properes.